# Centre allemand d'opérations spatiales
Le Centre allemand d'opérations spatiales (en anglais German Space Operations Center, d'où le sigle GSOC) est un centre de contrôle spatiale allemand situé à Oberpfaffenhofen près de Munich. Fondé en [Quand ?], il est chargé de la surveillance et du suivi de plusieurs missions en orbite terrestre.

## Missions
- Il est chargé du suivi du laboratoire européen Columbus, qui est attaché à la Station spatiale internationale (ISS) depuis le 11 février 2008.
- Il sera notamment chargé du suivi du programme de positionnement par satellites Galileo.
- En plus de plusieurs missions scientifiques, le GSOC suit des missions de satellites commerciaux, comme plusieurs de ceux de l'entreprise Eutelsat.